# Praslin (quận)
Praslin là một quận của đảo quốc Saint Lucia ở Caribe. Trung tâm hành chính của quận là làng Praslin, có tọa độ 13°52′B 60°54′T / 13,867°B 60,9°T.